# 10 czerwca
10 czerwca jest 161. (w latach przestępnych 162.) dniem w kalendarzu gregoriańskim. Do końca roku pozostaje 204 dni.

## Święta
- Imieniny obchodzą: Amancjusz, Amata, Apollo, Asteriusz, Aureliusz, Bogumił, Bogumiła, Cecylia, Diana, Edgar, Henryk, Ingolf, Jan, Maksym, Małgorzata, Mauryn, Onufry, Tymoteusz, Wiktorian, Wiktoriana i Wiktorianna.
- Międzynarodowe
  - Międzynarodowy Dzień Heraldyki[1][2][3]
  - Światowy Dzień Secesji[4]
- Gujana Francuska – Zniesienie Niewolnictwa
- Jordania – Rocznica Powstania Antytureckiego
- Portugalia – Rocznica Śmierci Luísa Vaza de Camõesa
- Wspomnienia i święta w Kościele katolickim[5][6] obchodzą:
  - bł. Bogumił z Dobrowa (biskup)
  - bł. Edward Poppe (prezbiter)
  - św. Landeryk z Paryża (biskup)
  - św. Oliwa z Palermo (męczennica)

## Wydarzenia w Polsce
- 1294 – Książę łęczycki Kazimierz II zginął pod Trojanowem w bitwie z litewskimi rozbójnikami.
- 1500 – Wojna polsko-turecka (1485–1503): rozpoczęło się tureckie nieudane oblężenie Bełza.
- 1577 – Król Polski Stefan Batory zatwierdził w Malborku Excepta mazowieckie.
- 1792 – Wojna polsko-rosyjska: zwycięstwo wojsk litewskich nad rosyjskimi w bitwie pod Stołpcami.
- 1807 – IV koalicja antyfrancuska: zwycięstwo wojsk francuskich nad rosyjskimi w bitwie pod Lidzbarkiem Warmińskim.
- 1837 – W Pawlikowicach, w wyniku secesji ze Stowarzyszenia Ludu Polskiego działaczy krakowskiego Zboru Głównego, powstała Konfederacja Powszechna Narodu Polskiego.
- 1856 – Lokalna gazeta została powiadomiona o odkryciu w wielkopolskim Mikorzynie pierwszego z dwóch tzw. kamieni mikorzyńskich z domniemanymi wyobrażeniami słowiańskich bóstw i napisami runicznymi. W latach 70. XIX wieku uznano odkrycie za oszustwo naukowe.
- 1863 – Powstanie styczniowe: klęska powstańców w bitwie pod Kleczewem.
- 1900 – W Chojnicach doszło do ataku na Żydów oskarżanych o dokonanie rytualnego mordu na gimnazjaliście.
- 1902 – Sosnowiec uzyskał prawa miejskie.
- 1908 – Na stokach warszawskiej Cytadeli został stracony 18-letni bojowiec PPS Erazm Hejło.
- 1920:
  - Ukazało się pierwsze wydanie górnośląskiego miesięcznika humorystyczno-satyrycznego „Kocynder”.
  - Wojna polsko-bolszewicka: polskie oddziały wycofały się z Kijowa.
- 1942:
  - Niemcy rozpoczęli likwidację getta w Olkuszu. W ciągu pięciu dni w dwóch transportach wywieziono do obozu Auschwitz-Birkenau około 3 tys. Żydów.
  - Około 50 więźniów podjęło próbę ucieczki z obozu Auschwitz-Birkenau, która powiodła się dziewięciu z nich, m.in. aktorowi Augustowi Kowalczykowi.
- 1943 – W odwecie za pomoc udzieloną Żydom niemiecka żandarmeria spacyfikowała wieś Hucisko koło Rzeszowa, mordując 21 osób (mieszkańców Huciska oraz sąsiedniej wsi Przewrotne).
- 1945 – W wyniku wybuchu metanu w KWK „Brzeszcze” zginęło 9 górników.
- 1946 – Założono Wrocławskie Towarzystwo Naukowe.
- 1952 – W wyniku katastrofy bombowca Pe-2FT w Poznaniu prawdopodobnie zginęło 3 członków załogi i 6 cywilów (przechodniów oraz robotników pracujących w miejscu upadku samolotu), a kilkanaście osób zostało rannych.
- 1963 – Premiera filmu Daleka jest droga w reżyserii Bohdana Poręby.
- 1969 – Premiera filmu Skok w reżyserii Kazimierza Kutza.
- 1970 – Wskutek zdrady jednego z członków została zdekonspirowana przez SB organizacja antykomunistyczna „Ruch”.
- 1973 – W Płocku otwarto stadion piłkarski, od 2004 roku noszący imię Kazimierza Górskiego.
- 1979 – Zakończyła się I pielgrzymka papieża Jana Pawła II do Polski.
- 1985 – Premiera filmu Yesterday w reżyserii Radosława Piwowarskiego.
- 1991 – Premiera modelu FSO Polonez Caro.
- 1993 – Założono Wyższe Seminarium Duchowne w Kaliszu.
- 1997:
  - Polska ratyfikowała Europejską Kartę Społeczną.
  - Zakończyła się VI pielgrzymka Jana Pawła II do Polski.
- 1999 – W trakcie Pielgrzymki do Polski Papież Jan Paweł II odwiedził Siedlce[7] i Drohiczyn[8].
- 2000 – Wystartowała telewizyjna stacja muzyczna Viva Polska.
- 2010:
  - Fałszywe ostrzeżenie o ataku terrorystycznym przy użyciu sarinu sparaliżowało na trzy godziny centrum Warszawy.
  - Marek Belka został wybrany przez Sejm RP na stanowisko prezesa NBP.

## Wydarzenia na świecie

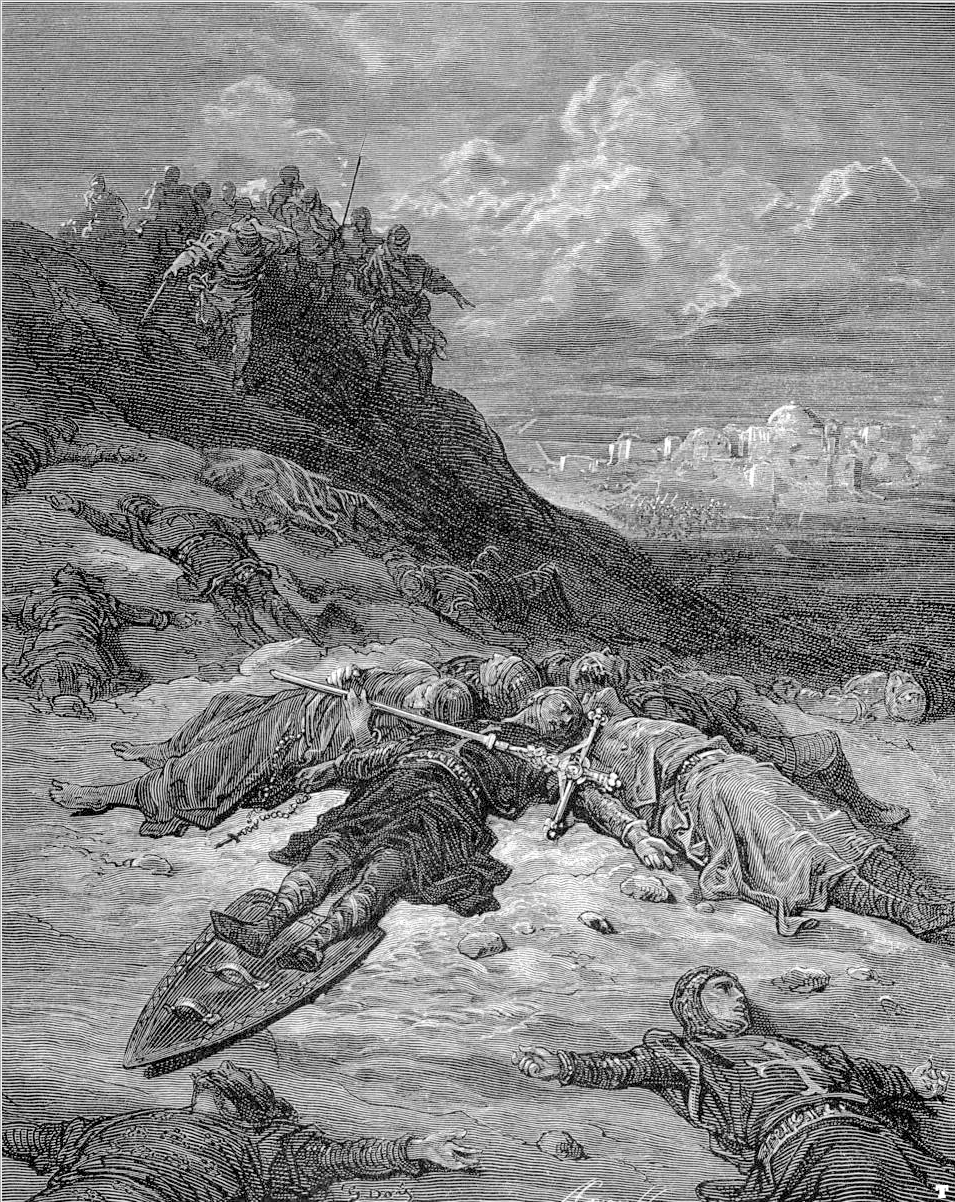
Śmierć Fryderyka I Barbarossy (1190)

- 1067 – Jarosławicze schwytali księcia połockiego Wsiesława Briaczysławicza i jego dwóch synów podczas spotkania nad rzeką Rszą (Arszycą)
- 1128 – W katedrze w Rouen został pasowany na rycerza Gotfryd Plantagenet.
- 1190 – III wyprawa krzyżowa: podczas kąpieli w rzece Salef utonął cesarz rzymski Fryderyk I Barbarossa.
- 1194 – Spłonęła katedra we francuskim Chartres.
- 1258 – Podpisano tzw. prowizje oksfordzkie.
- 1358 – W decydującej bitwie pod Meaux zostało krwawo stłumione powstanie francuskich chłopów (tzw. żakeria).
- 1376 – Wacław IV Luksemburski został wybrany na króla niemieckiego.
- 1423 – Wybór antypapieża Klemensa VIII.
- 1540 – Thomas Cromwell, doradca i minister króla Henryka VIII Tudora, został aresztowany i osadzony w Tower of London.
- 1574 – Wojska mołdawskie pod dowództwem hospodara Jana Srogiego poniosły klęskę w bitwie pod Roșcani z Turkami.
- 1584 – Fiodor I został koronowany na cara Rosji.
- 1596 – Została odkryta Wyspa Niedźwiedzia na Morzu Barentsa.
- 1619 – Wojna trzydziestoletnia: zwycięstwo wojsk habsburskich nad czeskimi w bitwie pod Záblatí.
- 1624 – Wojna trzydziestoletnia: Królestwo Francji, Królestwo Anglii i Republika Zjednoczonych Prowincji zawarły antyhabsburski traktat w Compiègne.
- 1692 – W Salem w Massachusetts powieszono pierwszą spośród 18 skazanych na śmierć „czarownic”.
- 1719 – W bitwie pod Glen Shiel wojska brytyjskie pokonały powstańców jakobickich.
- 1782 – Założono miasto Canelones w Urugwaju.
- 1790 – Philadelphia Spelling Book autorstwa Johna Barry’ego stała się pierwszą amerykańską książką chronioną prawem autorskim.
- 1793:
  - Rewolucja francuska: Konwent Narodowy wydał pierwszy z tzw. „dekretów chłopskich”, na mocy którego chłopi otrzymywali na własność użytkowaną przez siebie ziemię.
  - W Paryżu założono Muzeum Historii Naturalnej.
- 1794 – Francuski Konwent Narodowy uchwalił tzw. Prawo prairiala, co zapoczątkowało okres wielkiego terroru.
- 1798 – Rozpoczęła się inwazja wojsk francuskich na rządzone wówczas przez Zakon Maltański wyspy Gozo i Malta.
- 1809 – Papież Pius VII ekskomunikował cesarza Napoleona Bonapartego.
- 1829 – Odbył się pierwszy wyścig łodzi między drużynami uniwersytetów Oksfordzkiego i Cambridge.
- 1854 – Niemiecki matematyk Bernhard Riemann wygłosił wykład habilitacyjny uznawany za początek wielowymiarowej geometrii Riemanna.
- 1861 – Wojna secesyjna: zwycięstwo wojsk konfederackich w bitwie pod Big Bethel.
- 1865 – W Monachium odbyła się premiera opery Tristan i Izolda Richarda Wagnera.
- 1878 – Powstała albańska organizacja polityczna Liga Prizreńska.
- 1886 – W wyniku wybuchu wulkanu Tarawera na nowozelandzkiej Wyspie Północnej zginęły 153 osoby.
- 1898 – Na chorwackiej wyspie Krk zmarła ostatnia osoba posługująca się językiem dalmatyńskim.
- 1904 – Irlandzki pisarz James Joyce poznał w Dublinie swoją długoletnią konkubinę, a następnie żonę Norę Barnacle.
- 1907 – Rozpoczął się rajd samochodowy Pekin-Paryż, którego zwycięzcą 10 sierpnia został włoski książę Scipio Borghese w samochodzie marki Itala.
- 1909 – Pierwsze skuteczne wykorzystanie sygnału SOS w katastrofie brytyjskiego liniowca „Slavonia”, który rozbił się na Azorach.
- 1911 – Zwodowano niemiecki pancernik SMS „Friedrich der Große”(inne języki).
- 1915 – I wojna światowa:
  - Na północnym Adriatyku zatonął po trafieniu torpedą przez niemiecki okręt podwodny SM UB-15 włoski okręt podwodny „Medusa” wraz z większością załogi.
  - Wielka Brytania zajęła niemiecki Kamerun.
- 1916 – I wojna światowa: taktycznym zwycięstwem Austro-Węgier i strategicznym zwycięstwem Włoch zakończyła się bitwa pod Asiago (15 maja-10 czerwca).
- 1917 – I wojna światowa: początek bitwy o Monte Ortigara na froncie włoskim.
- 1918 – I wojna światowa: austro-węgierski pancernik SMS „Szent István” został zatopiony na Adriatyku przez włoski kuter torpedowy, w wyniku czego zginęło 89 członków załogi.
- 1924 – Włoski socjalista Giacomo Matteotti został zamordowany w Rzymie przez faszystów.
- 1934 – W rozegranym w Rzymie finale II Mistrzostw Świata w Piłce Nożnej Włochy pokonały po dogrywce Czechosłowację 2:1.
- 1935:
  - Pierwszy dzień nieprzerwanej trzeźwości Boba Smitha, uważany za symboliczny początek ruchu Anonimowych Alkoholików.
  - Zwycięstwem wojsk paragwajskich nad boliwijskimi zakończyła się wojna o Chaco.
- 1940:
  - Skapitulowała Norwegia.
  - Włochy wypowiedziały wojnę Francji i Wielkiej Brytanii; rozpoczęła się włoska inwazja na Francję.
- 1941 – Kampania wschodnioafrykańska: w ramach operacji „Chronometer” wojska brytyjskie rozpoczęły udany atak na Asab, ostatnie kontrolowane przez Włochów miasto portowe nad Morzem Czerwonym (10-11 czerwca).
- 1942:
  - Front wschodni: wojska niemieckie przeprawiły się przez rzekę Doniec pod Iziumem.
  - W odwecie za domniemaną pomoc udzieloną sprawcom zamachu na Reinharda Heydricha Niemcy wymordowali mieszkańców, a następnie zrównali z ziemią całą zabudowę czeskiej wsi Lidice.
- 1944:
  - 218 mieszkańców greckiej wioski Distomo zostało zamordowanych przez żołnierzy 4. Dywizji Grenadierów Pancernych SS Polizei.
  - 642 mieszkańców Oradour-sur-Glane we Francji zostało zamordowanych przez Niemców w odwecie za zabicie oficera SS.
- 1945:
  - W Argentynie zniesiono ruch lewostronny.
  - Wojna na Pacyfiku: oddziały australijskie wylądowały w Brunei na Borneo, na którym, w rejonie miasta Miri, tego samego dnia japońscy żołnierze zamordowali co najmniej 44 alianckich jeńców; podczas bitwy o Okinawę został zatopiony w samobójczym ataku kamikaze niszczyciel USS „William D. Porter”, w wyniku czego rannych zostało 61 członków załogi.
  - 15 osób zostało zastrzelonych i zadźganych przez szaleńca w Dieppe we Francji.
- 1947 – Szwedzkie przedsiębiorstwo motoryzacyjne Saab zaprezentowało swój pierwszy koncepcyjny model samochodu osobowego Ursaab.
- 1948 – I wojna izraelsko-arabska: zwycięstwem wojsk egipskich zakończyła się bitwa o Niccanim (6-10 czerwca).
- 1956 – Oddano do użytku nieistniejący już Estádio José Alvalade w Lizbonie.
- 1957 – Postępowo-Konserwatywna Partia Kanady Johna Diefenbakera odniosła zwycięstwo w wyborach federalnych i zakończyła 22-letni okres rządów Partii Liberalnej.
- 1959 – Premiera filmu Hiroszima, moja miłość w reżyserii Alaina Resnais’go.
- 1960:
  - Lecący z Brisbane do Mackay w australijskim stanie Queensland należący do Trans Australia Airlines Fokker F27 runął do oceanu w czasie podchodzenia do lądowania, w wyniku czego zginęło wszystkich 29 osób na pokładzie.
  - Lecący z Rostowa nad Donem do Tbilisi należący do Aerofłotu Ił-14 rozbił się w górach Kaukazu, w wyniku czego zginęło wszystkich 31 osób na pokładzie.
- 1962:
  - Reprezentant ZSRR Igor Ter-Owanesian ustanowił podczas zawodów w Erywaniu rekord świata w skoku w dal (8,31 m).
  - Zgromadzenie Ogólne ONZ potępiło rasistowską politykę apartheidu prowadzoną przez rząd RPA.
- 1967:
  - Dokonano oblotu myśliwca MiG-23.
  - Zakończyła się wojna sześciodniowa. Siły Obronne Izraela rozgromiły wojska koalicji arabskiej, zajmując cały półwysep Synaj, Wzgórza Golan, Judeę z Jerozolimą i Samarię.
- 1968 – W rozegranym w Rzymie powtórzonym finale III Mistrzostw Europy w Piłce Nożnej Włochy pokonały Jugosławię 2:0.
- 1969 – Paweł VI jako pierwszy papież przybył z wizytą do Szwajcarii.
- 1971 – Prezydent USA Richard Nixon ogłosił zniesienie sankcji gospodarczych wobec Chin.
- 1978 – Polska pokonała Meksyk 3:1 w swym trzecim meczu grupowym na piłkarskich Mistrzostwach Świata w Argentynie i awansowała do II rundy.
- 1979 – Reprezentantka NRD Marita Koch ustanowiła w Karl-Marx-Stadt (obecnie Chemnitz) były rekord świata i Europy w biegu na 200 metrów (21,71 s).
- 1981 – W wiosce Vermicino koło Frascati w środkowych Włoszech 6-letni Alfredo Rampi wpadł do studni artezyjskiej o szerokości 30 cm i głębokości 80 m i zaklinował się w jej połowie. Po wielu nieudanych próbach wydobycia go na powierzchnię chłopiec zmarł 13 czerwca.
- 1982 – odbył się szczyt NATO w Bonn
- 1985 – Izrael wycofał wojska z południowego Libanu.
- 1986 – Pierwsza Miss Polonia Władysława Kostak została odznaczona francuską Legię Honorową za swoją działalność w czasie wojny.
- 1988 – W RFN rozpoczęły się VIII Mistrzostwa Europy w Piłce Nożnej.
- 1990:
  - Alberto Fujimori wygrał w drugiej turze wybory prezydenckie w Peru, pokonując pisarza Mario Vargasa Llosę.
  - W lecącym z Birmingham do hiszpańskiej Malagi samolocie BAC One-Eleven linii British Airways wypadła wadliwie przyśrubowana szyba w kabinie pilotów, co wywołało dekompresję i wyssanie przez powstały otwór kapitana, który zdołał zaczepić się nogami o wolant, zaś pęd powietrza przycisnął go do zewnętrznej ściany kabiny. Drugi pilot zdołał wylądować awaryjnie w Southampton, ocalając życie 89 osób na pokładzie.
- 1992 – W Szwecji rozpoczęły się IX Mistrzostwa Europy w Piłce Nożnej.
- 1994 – Premiera filmu sensacyjnego Niebezpieczna prędkość w reżyserii Jana de Bonta.
- 1996 – Rozpoczęły się rozmowy pokojowe w Irlandii Północnej (bez udziału Sinn Féin).
- 1998 – We Francji rozpoczęły się XVI Mistrzostwa Świata w Piłce Nożnej.
- 1999 – Rada Bezpieczeństwa ONZ przyjęła rezolucję w sprawie Kosowa.
- 2000:
  - Otwarto Millennium Bridge w Londynie.
  - Rozpoczęły się XI Mistrzostwa Europy w Piłce Nożnej w Belgii i Holandii.
- 2001 – Papież Jan Paweł II kanonizował libańską zakonnicę Rafkę Chobok Ar-Rejes.
- 2002:
  - Obrączkowe zaćmienie Słońca widoczne w Azji, Australii i Ameryce Północnej.
  - Polska przegrała z Portugalią 0:4 w swym drugim meczu grupowym podczas piłkarskich Mistrzostwach Świata w Korei Południowej i Japonii.
- 2007:
  - George W. Bush jako pierwszy urzędujący prezydent USA przybył z wizytą do Albanii.
  - Pierwsza tura wyborów parlamentarnych we Francji.
  - Robert Kubica został lekko ranny w groźnie wyglądającym wypadku podczas wyścigu Formuły 1 o Grand Prix Kanady na torze w Montrealu.
- 2008:
  - W katastrofie lotu Sudan Airways 109 w Chartumie zginęło 30 osób, a rannych zostało 178.
  - Wybuchł konflikt graniczny między Dżibuti a Erytreą.
- 2009:
  - 88-letni rasista otworzył ogień zabijając strażnika w Muzeum Holocaustu w Waszyngtonie.
  - Co najmniej 33 osoby zginęły w wybuchu samochodu-pułapki w miejscowości Bathaa na południu Iraku.
  - W brazylijskim mieście São Paulo utworzył się rekordowy korek drogowy długości 293 km.
- 2010 – Wybuchły krwawe zamieszki etniczne na południu Kirgistanu.
- 2014:
  - Ofensywa Państwa Islamskiego w Iraku: w nocy z 9 na 10 czerwca rebelianci zdobyli Mosul.
  - Re’uwen Riwlin został wybrany przez Kneset na urząd prezydenta Izraela.
- 2015 – Komi Sélom Klassou został premierem Togo.
- 2016 – We Francji rozpoczęły się XV Mistrzostwa Europy w Piłce Nożnej.
- 2019 – 35 Dogonów zginęło w masakrze w wiosce Sobane Kou w środkowym Mali.
- 2021 – Obrączkowe zaćmienie Słońca widoczne w północnej Kanadzie, północno-zachodniej Grenlandii, na Morzu Arktycznym (w tym na biegunie północnym) i w Czukockim Okręgu Autonomicznym w Rosji, a ponadto jako zaćmienie częściowe w północno-wschodnich Stanach Zjednoczonych, północno-wschodniej Kanadzie, na północnym Atlantyku, w prawie całej Europie (z wyjątkiem Bałkanów i południowych Włoch), na Syberii, w Mongolii oraz w regionie Sinciang w Chinach.
- 2025 – W jednej ze szkół średnich w austriackim Grazu jej były uczeń 21-letni Arthur Achleitner zastrzelił 10 osób i ranił 11 kolejnych, po czym popełnił samobójstwo.

## Eksploracja kosmosu
- 2003 – W kierunku Marsa została wystrzelona amerykańska sonda Spirit.
- 2009 – Japoński sztuczny satelita Księżyca Kaguya rozbił się o jego powierzchnię.

## Urodzili się
- 1453 – Francesco Soderini, włoski kardynał (zm. 1524)
- 1465 – Mercurino Arborio di Gattinara, włoski kardynał (zm. 1530)
- 1513 – Ludwik III de Montpensier, francuski arystokrata (zm. 1582)
- 1557 – Leandro Bassano, włoski malarz (zm. 1622)
- 1585 – Fryderyk Kazimierz Wittelsbach, hrabia palatyn i książę Palatynatu-Zweibrücken-Landsberg (zm. 1645)
- 1630 – Willem van Bemmel, holenderski malarz (zm. 1708)
- 1637 – Jacques Marquette, francuski misjonarz, odkrywca (zm. 1675)
- 1639 – Jan Dobrogost Krasiński, polski szlachcic, pułkownik, polityk (zm. 1717)
- 1671 – Lorenzo Altieri, włoski kardynał (zm. 1741)
- 1673 – René Duguay-Trouin, francuski admirał, korsarz (zm. 1736)
- 1687 – Jan Radomiński, polski jezuita, teolog, filozof (zm. 1756)
- 1688 – Jakub Franciszek Edward Stuart, jakobicki pretendent do tronu Anglii i Szkocji (zm. 1766)
- 1700 – Ewald Georg von Kleist, niemiecki prawnik, uczony, wynalazca (zm. 1748)
- 1711 – Amelia Hanowerska, księżniczka hanowerska, brytyjska (zm. 1786)
- 1727 – Ernest Fryderyk III, książę Saksonii-Hildburghausen (zm. 1780)
- 1729 – Aleksandr Bibikow, rosyjski generał (zm. 1774)
- 1746 – Antoine Quentin Fouquier de Tinville, francuski prawnik, polityk, rewolucjonista (zm. 1795)
- 1753 – William Eustis, amerykański chirurg wojskowy, polityk (zm. 1825)
- 1755 – Andrew Gregg, amerykański polityk, senator (zm. 1835)
- 1756 – Pierre Joseph Cambon, francuski finansista, rewolucjonista (zm. 1820)
- 1762 – María del Pilar Teresa Cayetana de Silva y Álvarez de Toledo, hiszpańska arystokratka (zm. 1802)
- 1773 – Charles-Simon Catel, francuski kompozytor, teoretyk muzyki (zm. 1830)
- 1774 – Antoni Samuel Dąbrowski, polski malarz (zm. 1838)
- 1775 – James Barbour, amerykański polityk, senator (zm. 1842)
- 1781 – Giovanni Battista Polledro, włoski skrzypek, kompozytor (zm. 1853)
- 1789 – Maria od Poczęcia de Batz de Trenquelléon, francuska zakonnica, współzałożycielka marynistek, błogosławiona (zm. 1828)
- 1791 – Václav Hanka, czeski pisarz, językoznawca, wykładowca akademicki (zm. 1861)
- 1796:
  - Charles Augustus FitzRoy, brytyjski wojskowy, arystokrata, polityk (zm. 1858)
  - Antun Mihanović, chorwacki poeta, autor hymnu Chorwacji (zm. 1861)
- 1797 – Dominik Szulc, polski historyk, nauczyciel (zm. 1860)
- 1798:
  - Józef Bernstein, polski okulista pochodzenia żydowskiego (zm. 1853)
  - Cosimo Corsi, włoski duchowny katolicki, arcybiskup metropolita Pizy, kardynał (zm. 1870)
- 1799 – Fiodor Bruni, rosyjski malarz (zm. 1875)
- 1800 – Katharina Fröhlich, austriacka piosenkarka, filantropka, mecenas sztuki (zm. 1879)
- 1803 – Henry Darcy, francuski inżynier, wynalazca (zm. 1858)
- 1804 – Hermann Schlegel, niemiecki ornitolog (zm. 1884)
- 1805 – Victor Baltard, francuski architekt (zm. 1874)
- 1807 – Heinrich Gamm, niemiecki przemysłowiec (zm. 1892)
- 1808 – Frederik Kaiser, holenderski astronom (zm. 1872)
- 1810 – Antoni Kiszewski, polski pedagog, autor podręczników do nauki języka polskiego, propagator jedwabnictwa (zm. ok. 1887)
- 1815 – James W. Nye, amerykański polityk, senator (zm. 1876)
- 1819 – Gustave Courbet, francuski malarz (zm. 1877)
- 1823 – Germán Hernández Amores, hiszpański malarz (zm. 1894)
- 1825:
  - Hildegarda, księżniczka bawarska, arcyksiężna austriacka (zm. 1864)
  - Sondre Norheim, norweski skoczek narciarski (zm. 1897)
- 1832:
  - Edwin Arnold, brytyjski poeta, dziennikarz (zm. 1904)
  - Nikolaus Otto, niemiecki wynalazca (zm. 1891)
- 1834 – Johann Flögel, niemiecki prawnik, przyrodnik amator (zm. 1918)
- 1835:
  - Ferdynand IV, arcyksiążę austriacki, wielki książę Toskanii (zm. 1908)
  - Rebecca Latimer Felton, amerykańska pisarka, polityk, senator (zm. 1930)
- 1838 – William Leonard Hunt, amerykański cyrkowiec, akrobata, przedsiębiorca, pisarz, wynalazca pochodzenia kanadyjskiego (zm. 1929)
- 1842 – Jean-Jules-Antoine Lecomte du Nouy, francuski malarz, rzeźbiarz (zm. 1923)
- 1844 – Carl Hagenbeck, niemiecki treser (zm. 1913)
- 1845:
  - Jean-Joseph Benjamin-Constant, francuski malarz, grafik (zm. 1902)
  - Giuseppe Macchi, włoski duchowny katolicki, arcybiskup, nuncjusz apostolski (zm. 1906)
- 1850 – Fritz von Oheimb, niemiecki botanik (zm. 1928)
- 1853 – Alexander Watson Hutton, szkocki nauczyciel, działacz piłkarski (zm. 1936)
- 1855 – Charles Allen Culberson, amerykański polityk, senator (zm. 1925)
- 1857:
  - Rajmund Baczyński, polski generał dywizji (zm. 1929)
  - Wiktor Czajewski, polski literat, dziennikarz, drukarz, wydawca gazet (zm. 1922)
  - Kazimierz Lipiński, polski przemysłowiec (zm. 1911)
  - Edward Henry Potthast, amerykański malarz (zm. 1927)
- 1860 – Hariclea Darclée, rumuńska śpiewaczka operowa (sopran koloraturowy) (zm. 1939)
- 1861:
  - Pierre Duhem, francuski fizyk, filozof nauki, matematyk (zm. 1916)
  - Andrzej Kazimierz Potocki, polski ziemianin, polityk (zm. 1908)
- 1862 – Wacław Męczkowski, polski neurolog, higienista, historyk medycyny (zm. 1922)
- 1863 – Louis Couperus, holenderski pisarz (zm. 1923)
- 1868 – Roman Krogulski, polski adwokat, samorządowiec, burmistrz i prezydent Rzeszowa (zm. 1936)
- 1869 – Constantin Anghelescu, rumuński prawnik, polityk, premier Rumunii (zm. 1948)
- 1870 – Siergiej Spasokukocki, radziecki chirurg (zm. 1942)
- 1871 – Józef Kuczyński, polski prawnik, polityk, kierownik resortu spraw wewnętrznych (zm. 1931)
- 1872:
  - Harald Natvig, norweski lekarz, strzelec sportowy (zm. 1947)
  - Robert Protin, belgijski kolarz torowy i szosowy (zm. 1953)
- 1874:
  - Stanisław Brzósko, polski nauczyciel, pszczelarz, działacz społeczny (zm. 1963)
  - Alojzy Budzisz, polski nauczyciel, pisarz kaszubski (zm. 1934)
- 1875 – Abraham Walter Lafferty, amerykański polityk (zm. 1964)
- 1876 – Wilhelm-Ernest, wielki książę Saksonii-Weimar-Eisenach (zm. 1923)
- 1878 – Antoni Smoliński, polski radykalny polityk chłopski i komunistyczny (zm. 1964)
- 1879 – Lazar Prybulski polski lekarz, działacz kulturalny i społeczny pochodzenia żydowskiego (zm. 1928)
- 1880:
  - André Derain, francuski malarz, grafik, rzeźbiarz, scenograf (zm. 1954)
  - Margit Kaffka, węgierska pisarka, poetka (zm. 1918)
  - Jezus Méndez Montoya, meksykański duchowny katolicki, męczennik, święty (zm. 1928)
  - Kasper Weigel, polski geodeta (zm. 1941)
- 1881:
  - Jan Pieniążek, polski polityk, poseł na Sejm RP (zm. 1963)
  - Teodor Ryder, polski dyrygent, pianista pochodzenia żydowskiego (zm. 1944)
  - Ed Sol, holenderski piłkarz (zm. 1965)
- 1884 – Walther Schreiber, niemiecki polityk (zm. 1958)
- 1885:
  - Adolf Panczakiewicz, polski major saperów, działacz niepodległościowy (zm. 1958)
  - FitzRoy Somerset, brytyjski arystokrata, naukowiec-amator (zm. 1964)
  - Celina Sunderland, polska malarka pochodzenia żydowskiego (zm. 1956)
- 1887:
  - Juan Manuel Gálvez, honduraski adwokat, polityk, prezydent Hondurasu (zm. 1972)
  - Wacław Karaś, polski muzyk, kompozytor, dyrygent orkiestr wojskowych (zm. 1942)
  - Władimir Smirnow, rosyjski matematyk, wykładowca akademicki (zm. 1974)
- 1889:
  - Sessue Hayakawa, japoński aktor (zm. 1973)
  - Władysław Sikorski, polski podpułkownik (zm. 1977)
- 1890 – Edith Schmettan-Demel, austriacka pisarka (zm. 1964)
- 1891:
  - Mieczysław Filipkiewicz, polski malarz (zm. 1951)
  - Battling Levinsky, amerykański bokser pochodzenia żydowskiego (zm. 1949)
- 1892 – Henry Macintosh, brytyjski lekkoatleta, sprinter (zm. 1918)
- 1895:
  - William C. Feazel, amerykański polityk, senator (zm. 1965)
  - Hattie McDaniel, amerykańska aktorka, piosenkarka (zm. 1952)
  - Immanuił Wielikowski, amerykański psychiatra, psychoanalityk, pseudonaukowiec pochodzenia rosyjsko-żydowskiego (zm. 1979)
- 1896:
  - Bolesław Strzelecki, polski duchowny katolicki, męczennik, błogosławiony (zm. 1941)
  - József Viola, węgierski piłkarz, trener (zm. 1949)
- 1897:
  - John Letts, brytyjski kapitan pilot, as myśliwski (zm. 1917)
  - Józefa Rajmunda Masia Ferragut, hiszpańska augustianka, męczennica, błogosławiona (zm. 1936)
  - Tatiana Romanowa, wielka księżna Rosji, święta i męczennica prawosławna (zm. 1918)
- 1898:
  - Paul Otto Geibel, niemiecki funkcjonariusz i zbrodniarz nazistowski (zm. 1966)
  - Aleksander Mościcki, polski duchowny katolicki, biskup pomocniczy łomżyński (zm. 1980)
- 1899:
  - Stanisław Czaykowski, polski kierowca wyścigowy (zm. 1933)
  - Leon Józefowski, polski starszy wachmistrz rezerwy, komendant Straży Marszałkowskiej, działacz niepodległościowy (zm. 1964)
  - Józef Marian Mazanowski, polski podporucznik piechoty (zm. 1919)
  - Raoul Salan, francuski generał, główny dowódca OAS (zm. 1984)
  - Franciszek Stopa, polski polityk, poseł na Sejm PRL (zm. 1975)
- 1900:
  - Henri Bréau, francuski kolarz torowy (zm. 1969)
  - Raymond-Joseph Loenertz, luksemburski dominikanin, historyk, bizantynolog (zm. 1976)
  - Joachim Stobbe, niemiecki astronom (zm. 1943)
- 1901:
  - Antonín Bečvář, czeski astronom (zm. 1965)
  - Marian Kamieński, polski geolog, petrograf, wykładowca akademicki (zm. 1980)
  - Frederick Loewe, amerykański kompozytor pochodzenia austriackiego (zm. 1988)
  - Jerzy Ziętek, polski generał brygady, polityk, poseł na Sejm PRL, wojewoda katowicki, członek Rady Państwa (zm. 1985)
- 1902:
  - Piotr Gołębiowski, polski duchowny katolicki, biskup sandomierski, Sługa Boży (zm. 1980)
  - Stefan Inglot, polski historyk, działacz ruchu spółdzielczego (zm. 1994)
- 1903:
  - Theo Lingen, niemiecki aktor, reżyser, pisarz (zm. 1978)
  - Jan Salamucha, polski duchowny katolicki, filozof (zm. 1944)
- 1904 – Jan Stoiński, polski historyk (zm. 1984)
- 1905 – Hanns Ludin, niemiecki działacz nazistowski, dyplomata, zbrodniarz wojenny (zm. 1947)
- 1906:
  - Corino Andrade, portugalski neurolog (zm. 2005)
  - Heinrich Heidersberger, niemiecki fotograf (zm. 2006)
  - Tekla Juniewicz, polska superstulatka, najstarsza Polka (zm. 2022)
  - Paul Krewer, niemiecki kolarz torowy (zm. 2000)
  - Władimir Połkownikow, rosyjski reżyser filmów animowanych (zm. 1982)
- 1907:
  - Jan Rabanowski, polski elektryk, polityk, członek PKWN, minister komunikacji (zm. 1958)
  - Antoni Rosikoń, polski inżynier budowy dróg i mostów (zm. 2013)
- 1908 – Alfred Nowakowski, polski piłkarz, trener (zm. 1961)
- 1909:
  - Maria Malinowska, polska lekkoatletka, dyskobolka, oszczepniczka i kulomiotka (zm. 1979)
  - Mike Salay, amerykański kierowca wyścigowy, konstruktor samochodów (zm. 1973)
- 1910:
  - Howlin’ Wolf, amerykański muzyk bluesowy (zm. 1976)
  - Piotr Zaremba, polski urbanista, samorządowiec, prezydent Szczecina (zm. 1993)
- 1911:
  - Henryk Józef Mościcki, polski działacz ruchu robotniczego, historyk (zm. 1960)
  - Terence Rattigan, brytyjski pisarz (zm. 1977)
- 1912:
  - Enrique Fernández, urugwajski piłkarz, trener (zm. 1985)
  - Franz Jakubowski, polsko-niemiecki teoretyk marksistowski (zm. 1970)
  - Sven Johansson, szwedzki kajakarz (zm. 1953)
  - Jean Lesage, kanadyjski polityk, premier Quebecu (zm. 1980)
- 1913:
  - Tichon Chriennikow, rosyjski kompozytor (zm. 2007)
  - Mirosława Zakrzewska-Dubasowa, polska historyk, wykładowczyni akademicka (zm. 2011)
- 1914:
  - Wanda Hanusowa, polska fizyk teoretyk (zm. 1973)
  - Henryk Tomaszewski, polski grafik, scenograf, ilustrator książek (zm. 2005)
- 1915 – Saul Bellow, amerykański pisarz, laureat Nagrody Nobla (zm. 2005)
- 1917 – Teresa Świklanka, polska kurierka, żołnierz SZP-ZWZ-AK, uczestniczka powstania warszawskiego (zm. 1944)
- 1918:
  - Tadeusz Białek, polski generał brygady (zm. 1998)
  - Barry Morse, brytyjski aktor (zm. 2008)
  - Patachou, francuska piosenkarka, aktorka (zm. 2015)
- 1919:
  - Kevin O’Flanagan, irlandzki wszechstronny sportowiec, działacz sportowy, specjalista medycyny sportowej (zm. 2006)
  - Hajdar Abd asz-Szafi, palestyński dyplomata, polityk, współzałożyciel OWP (zm. 2007)
- 1920 – Ramdane Abane, algierski polityk, działacz niepodległościowy (zm. 1957)
- 1921:
  - Filip Mountbatten, brytyjski książę małżonek, książę Edynburga, mąż królowej Elżbiety II (zm. 2021)
  - Oskar Gröning, niemiecki zbrodniarz wojenny (zm. 2018)
  - Mario Melis, włoski prawnik, samorządowiec, polityk, eurodeputowany (zm. 2003)
  - Jean Robic, francuski kolarz szosowy i przełajowy (zm. 1980)
- 1922:
  - Judy Garland, amerykańska aktorka, piosenkarka (zm. 1969)
  - Ann-Britt Leyman, szwedzka wszechstronna lekkoatletka (zm. 2013)
  - Adolph Verschueren, belgijski kolarz torowy i szosowy (zm. 2004)
- 1923:
  - Stanisław Juchnowicz, polski architekt, urbanista, wykładowca akademicki (zm. 2020)
  - Robert Maxwell, brytyjski wydawca i przedsiębiorca prasowy, polityk pochodzenia żydowskiego (zm. 1991)
  - Elżbieta Ostrowska, polska pisarka (zm. 2007)
  - Carlo Pavesi, włoski szpadzista (zm. 1995)
  - Howie Shannon, amerykański koszykarz (zm. 1995)
- 1924:
  - Hans Bangerter, szwajcarski działacz piłkarski, sekretarz generalny UEFA (zm. 2022)
  - Friedrich L. Bauer, niemiecki matematyk, pionier informatyki (zm. 2015)
  - Bernard Borderie, francuski reżyser filmowy (zm. 1978)
  - Zdzisław Kwiatkowski, generał brygady Wojska Polskiego (zm. 2010)
- 1925:
  - Lennart Bergelin, szwedzki tenisista (zm. 2008)
  - Jefim Gamburg, rosyjski reżyser filmów animowanych pochodzenia żydowskiego (zm. 2000)
- 1926:
  - Italo Alighiero Chiusano, włoski prozaik, eseista, dziennikarz, prawnik, germanista, poliglota (zm. 1995)
  - Wacław Gluth-Nowowiejski, polski żołnierz AK, uczestnik powstania warszawskiego, dziennikarz, pisarz, publicysta (zm. 2024)
  - June Haver, amerykańska aktorka (zm. 2005)
  - Lionel Jeffries, brytyjski aktor, reżyser i scenarzysta filmowy (zm. 2010)
- 1927:
  - Ladislao Kubala, węgiersko-czechosłowacko-hiszpański piłkarz, trener (zm. 2002)
  - Bill McGarry, angielski piłkarz, trener (zm. 2005)
  - Lin Yang-kang, tajwański polityk (zm. 2013)
  - Eugene Parker, amerykański astronom (zm. 2022)
  - Halina Paszkowska-Turska, polska operatorka dźwięku (zm. 2017)
- 1928:
  - Wilbur Cush, północnoirlandzki piłkarz (zm. 1981)
  - Carl Dahlhaus, niemiecki muzykolog (zm. 1989)
  - Ilkka Koski, fiński bokser (zm. 1993)
  - Antoni Połowniak, polski polityk, wojewoda kielecki, poseł na Sejm PRL (zm. 2019)
  - Maurice Sendak, amerykański autor literatury dziecięcej i młodzieżowej (zm. 2012)
  - Roman Środa, polski piosenkarz (zm. 1997)
- 1929:
  - Kosta Conew, bułgarski aktor (zm. 2012)
  - Jewgienij Czazow, rosyjski kardiolog, polityk, minister ochrony zdrowia (zm. 2021)
  - Basil Hoskins, brytyjski aktor (zm. 2005)
  - Wojciech Jakubowski, polski grafik, twórca ekslibrisów i biżuterii (zm. 2024)
  - James McDivitt, amerykański generał pilot, astronauta (zm. 2022)
  - Walentin Prokopow, rosyjski piłkarz wodny (zm. 2016)
  - Eugeniusz Spiechowicz, polski stomatolog, uczestnik powstania warszawskiego (zm. 2018)
  - Edward Osborne Wilson, amerykański biolog, zoolog (zm. 2021)
  - László Zarándi, węgierski lekkoatleta, sprinter (zm. 2023)
  - Ludmiła Zykina, rosyjska śpiewaczka operowa (mezzosopran) (zm. 2009)
- 1930:
  - Ilja Głazunow, rosyjski malarz (zm. 2017)
  - Jacek Trznadel, polski prozaik, poeta, eseista, krytyk literacki, tłumacz (zm. 2022)
- 1931:
  - João Gilberto, brazylijski piosenkarz, gitarzysta, kompozytor, współtwórca bossa novy (zm. 2019)
  - Filip (Saliba), libański duchowny prawosławny, patriarcha antiocheński (zm. 2014)
- 1932:
  - Maria Albuleț, rumuńska szachistka (zm. 2005)
  - Aleksandra Dunin-Wąsowicz, polska archeolog, profesor (zm. 2015)
  - Philipp Jenninger, niemiecki polityk (zm. 2018)
  - Branko Lustig, chorwacki producent filmowy pochodzenia żydowskiego (zm. 2019)
- 1934:
  - Andrzej Babiński, polski dziennikarz, marynista (zm. 2015)
  - Zbigniew Jasiewicz, polski etnolog, wykładowca akademicki
  - Alois Mock, austriacki prawnik, polityk, minister edukacji, minister spraw zagranicznych, wicekanclerz (zm. 2017)
  - Stanisław Stasiak, polski rolnik, polityk, poseł na Sejm RP (zm. 2023)
  - Magda Teresa Wójcik, polska aktorka (zm. 2011)
- 1935:
  - Vic Elford, brytyjski kierowca wyścigowy (zm. 2022)
  - Marian Filipiak, polski socjolog, religioznawca, biblista
  - Milan Matulović, serbski szachista (zm. 2013)
  - Maria Powalisz-Bardońska, polska witrażystka (zm. 2021)
- 1936:
  - Eugenio Bersellini, włoski piłkarz, trener (zm. 2017)
  - Zakasz Kamalidenow, kazachski generał, polityk (zm. 2017)
  - Wiaczasłau Kiebicz, białoruski inżynier, polityk, premier Białorusi (zm. 2020)
  - Jan Kucz, polski rzeźbiarz, pedagog (zm. 2021)
  - Dionizy Sidorski, polski pisarz, reportażysta
- 1937:
  - Jan Kwaśniewski, polski lekarz (zm. 2019)
  - Luciana Paluzzi, włoska aktorka
  - Emiliano Rodríguez, hiszpański koszykarz
  - Vilmos Varjú, węgierski lekkoatleta, kulomiot (zm. 1994)
- 1938:
  - Rob Krier, luksemburski architekt, urbanista, planista, rzeźbiarz, publicysta
  - Violetta Villas, polska piosenkarka, kompozytorka, autorka tekstów, aktorka (zm. 2011)
- 1939:
  - Joe Bossano, gibraltarski polityk, szef ministrów
  - Bill Stone, nowozelandzki inżynier w zespołach Formuły 1 (zm. 2012)
- 1940:
  - Jim Alder, brytyjski lekkoatleta, maratończyk
  - Nina Karsov, polska polonistka, pisarka, tłumaczka, wydawczyni
  - Peter Ryan, kanadyjski kierowca wyścigowy (zm. 1962)
  - Annemarie Zimmermann, niemiecka kajakarka
- 1941:
  - José Antonio Ardanza, hiszpański prawnik, samorządowiec, polityk, lehendakari Kraju Basków (zm. 2024)
  - Alicja Grześkowiak, polska polityk, marszałek Senatu RP
  - Mickey Jones, amerykański muzyk, aktor (zm. 2018)
  - Stanisław Maliszewski, polski polityk, poseł na Sejm RP (zm. 2003)
  - Stanisław Nieckarz, polski ekonomista, polityk, minister finansów (zm. 2014)
  - Jürgen Prochnow, niemiecki aktor
  - Jacek Włodyga, polski samorządowiec, polityk, starosta jeleniogórski, działacz sportowy (zm. 2020)
- 1942:
  - Willy Allemann, szwajcarski piłkarz
  - Lopo do Nascimento, angolski polityk, premier Angoli
  - Jerzy Poradecki, polski literaturoznawca, krytyk literacki (zm. 2008)
- 1943:
  - Luigi Roncaglia, włoski kolarz torowy
  - Henk Wery, holenderski piłkarz
- 1944:
  - Wojciech Eichelberger, polski psycholog, psychoterapeuta, pisarz
  - Ze’ew Friedman, izraelski sztangista (zm. 1972)
  - Rick Price, brytyjski basista, członek zespołu The Move (zm. 2022)
- 1946:
  - Fernando Balzaretti, meksykański aktor (zm. 1998)
  - Józefa Majerczyk, polska biegaczka narciarska
  - Borys Marynowski, polski aktor (zm. 2005)
  - Francisco Sosa Wagner, hiszpański prawnik, polityk, pisarz
  - Andrzej Śródka, polski patofizjolog, historyk medycyny (zm. 2022)
- 1947:
  - Nicole Bricq, francuska polityk, minister handlu zagranicznego (zm. 2017)
  - Randy Edelman, amerykański kompozytor, dyrygent
  - Fernando Antônio Saburido, brazylijski duchowny katolicki, arcybiskup Olindy i Recife
- 1948:
  - Felipe Bacarreza, chilijski duchowny katolicki, biskup Los Ángels
  - Hubert Herbreteau, francuski duchowny katolicki, biskup Agen
  - Alina Kowalska-Pińczak, polska dyrygentka
  - Małgorzata Urszula Mazurczak, polska historyk sztuki
  - Ivo Šušak, chorwacki trener piłkarski
  - Henryk Synoracki, polski motorowodniak
  - Chalerm Yubamrung, tajski polityk
- 1949:
  - John Sentamu, ugandyjski duchowny anglikański, arcybiskup metropolita Yorku i prymas Anglii
  - Simon Webb, brytyjski szachista (zm. 2005)
- 1950:
  - Claude Chamboisier, francuski aktor, piosenkarz, producent muzyczny (zm. 2015)
  - Kateřina Charvátová, czeska historyk, wykładowczyni akademicka
  - Tadeusz Dębski, polski malarz, rzeźbiarz, tancerz
  - Juan Domecq, kubański koszykarz
  - John Gianelli, amerykański koszykarz pochodzenia włoskiego
  - Anna Jantar, polska piosenkarka (zm. 1980)
  - Halina Palanska, białoruska architekt, wykładowczyni akademicka, polityk
  - Włodzimierz Rembisz, polski ekonomista, wykładowca akademicki
  - Andrzej Woźniak, polski artysta fotograf
- 1951:
  - Gottfried Döhn, niemiecki wioślarz
  - Alicia Giménez Bartlett, hiszpańska pisarka
  - Tadeusz Lampka, polski producent filmowy
  - Vicky Latta, nowozelandzka jeźdźczyni sportowa
  - Jacek Manitius, polski nefrolog, profesor nauk medycznych
  - Isaac Amani Massawe, tanzański duchowny katolicki, arcybiskup metropolita Arushy
  - Burglinde Pollak, niemiecka lekkoatletka, wieloboistka
  - Ab Wolders, holenderski strongman, trójboista siłowy
- 1952:
  - António Oliveira, portugalski piłkarz, trener
  - Guzal Sitdykowa, rosyjska pisarka, poetka, tłumaczka, publicystka narodowości baszkirskiej
- 1953:
  - John Edwards, amerykański polityk, senator
  - Andreas Schweiger, niemiecki biathlonista (zm. 2018)
- 1954:
  - Michał Boni, polski kulturoznawca, polityk, poseł na Sejm RP, minister pracy i polityki socjalnej, minister administracji i cyfryzacji, eurodeputowany
  - Rich Hall, amerykański komik, dramaturg, prozaik, muzyk
  - Adam Jagła, polski kolarz szosowy (zm. 2021)
- 1955:
  - Gigla Imnadze, gruziński piłkarz, bramkarz, trener
  - Michael Klöckner, niemiecki dziennikarz, polityk, eurodeputowany
  - Stanislav Kropilák, słowacki koszykarz (zm. 2022)
  - Dordżi Łangmo, królowa Bhutanu
  - Jan Łopuszański, polski prawnik, wykładowca akademicki, publicysta, polityk, poseł na Sejm RP
  - Kazimierz Pyzik, polski wiolonczelista, kompozytor
  - Annette Schavan, niemiecka polityk
  - Andrew Stevens, amerykański aktor, reżyser, scenarzysta, producent filmowy i telewizyjny
  - Dorota Szuszkiewicz, polska scenarzystka filmowa
  - Lawonci Zdaniewicz, białoruski architekt, polityk
- 1956:
  - Laimutė Baikauskaitė, litewska lekkoatletka, biegaczka średniodystansowa
  - Marion Dittmann, niemiecka łyżwiarka szybka
  - Jan Krawczyk, polski kolarz szosowy (zm. 2018)
  - Rolandas Paksas, litewski pilot, przedsiębiorca, polityk, prezydent Litwy
  - Józef Pilarz, polski polityk, poseł na Sejm RP (zm. 2008)
- 1957:
  - Haradin Bala, kosowski żołnierz, zbrodniarz wojenny (zm. 2018)
  - Adam Bauman, polski aktor
  - Romuald Cichoń, polski kardiochirurg
  - Andrzej Gargaś, polski związkowiec, polityk, poseł na Sejm RP
  - Gary Gordon, kanadyjski duchowny katolicki, biskup Victorii
  - Lindsay Hoyle, brytyjski polityk, spiker Izby Gmin
  - Gediminas Vagnorius, litewski polityk, premier Litwy
- 1958:
  - Salah Assad, algierski piłkarz, trener
  - Andrzej Brachmański, polski dziennikarz, polityk, poseł na Sejm RP
  - James Conant, amerykański filozof, wykładowca akademicki
  - Vladimír Dlouhý, czeski aktor (zm. 2010)
  - Paweł Sala, polski reżyser filmowy i teatralny, dramaturg
  - Yū Suzuki, japoński twórca gier komputerowych
  - Guy Vanhengel, belgijski i flamandzki polityk
- 1959:
  - Carlo Ancelotti, włoski piłkarz, trener
  - Víctor Cámara, wenezuelski aktor
  - Philippe Médard, francuski piłkarz ręczny (zm. 2017)
  - Włodzimierz Skalik, polski pilot samolotowy, samorządowiec
  - Eliot Spitzer, amerykański polityk
  - Timothy Van Patten, amerykański aktor, reżyser, scenarzysta i producent filmowy
  - Jay Vincent, amerykański koszykarz, przedsiębiorca
- 1960:
  - Gedeon (Charon), ukraiński biskup prawosławny
  - Rūta Rutkelytė, litewska filolog, menadżer, polityk
  - Miroslav Zajonc, słowacki, kanadyjski i amerykański saneczkarz
- 1961:
  - Rodrigo Chaves Robles, kostarykański polityk, prezydent Kostaryki
  - Kim Deal, amerykańska gitarzystka, członkini zespołu Pixies
  - Juan Fernando López Aguilar, hiszpański prawnik, polityk
  - Adrian Negulescu, rumuński szachista
  - Małgorzata Pępek, polska działaczka samorządowa, polityk, poseł na Sejm RP
  - Maxi Priest, brytyjski muzyk reggae
  - Mariusz Szlachcic, polski architekt (zm. 2019)
  - Christophe Zoa, kameruński duchowny katolicki, biskup Sangmélimy
- 1962:
  - Gina Gershon, amerykańska aktorka
  - Kazimierz Gwiazdowski, polski samorządowiec, polityk, poseł na Sejm RP
  - Kim Mi-sook, południowokoreańska piłkarka ręczna
  - Brigitte Oertli, szwajcarska narciarka alpejska
  - Bogusław Pachelski, polski piłkarz
  - Ralf Schumann, niemiecki strzelec sportowy
  - Halina Szydełko, polska prawnik, polityk, poseł na Sejm RP
  - José Serrizuela, argentyński piłkarz
- 1963:
  - Brad Henry, amerykański polityk, gubernator stanu Oklahoma
  - Lynn Jenkins, amerykańska polityk, kongreswoman
  - Jeanne Tripplehorn, amerykańska aktorka
  - Tony Ward, amerykański aktor, model
- 1964:
  - Jimmy Chamberlin, amerykański perkusista
  - Stuart McCall, szkocki piłkarz
  - Andrew Niccol, nowozelandzki reżyser, scenarzysta i producent filmowy
  - Vincent Pérez, szwajcarski aktor, reżyser i producent filmowy
  - Arturo Ros Murgadas, hiszpański duchowny katolicki, biskup pomocniczy Walencji
  - Małgorzata Sikorska-Miszczuk, polska librecistka, współczesna dramatopisarka i dramaturg, scenarzystka, autorka słuchowisk i sztuk dla dzieci
  - Paweł Suski, polski samorządowiec, polityk, poseł na Sejm RP
  - Gary Wallis, brytyjski perkusista, członek zespołów Mike and the Mechanics i Pink Floyd
  - Piotr Wojtasik, polski trębacz jazzowy
- 1965:
  - Bohumil Brhel, czeski żużlowiec
  - Veronica Ferres, niemiecka aktorka
  - Joseph Gébara, libański duchowny melchicki, arcybiskup Petry i Filadelfii
  - Elizabeth Hurley, brytyjska aktorka, producentka filmowa, modelka
  - Claudio Mezzadri, szwajcarski tenisista
  - Tadeusz Sołtys, polski dziennikarz radiowy
- 1966:
  - Tosca D’Aquino, włoska aktorka
  - David Platt, angielski piłkarz, trener
  - Nico Thomas, indonezyjski bokser
- 1967:
  - Pavel Badea, rumuński piłkarz, przedsiębiorca, polityk, działacz piłkarski
  - Witalij Daniłow, ukraiński przedsiębiorca, polityk, działacz piłkarski
  - Heimir Hallgrímsson, islandzki piłkarz, trener
  - Piotr Liszcz, polski gitarzysta, członek zespołów 1984 i Wańka Wstańka
- 1968:
  - Percy Avock, vanuacki trener piłkarski
  - Bill Burr, amerykański komik, pisarz, aktor
  - Mike Dopud, kanadyjski aktor, kaskader
  - Jimmy Shea, amerykański skeletonista
  - The D.O.C., amerykański raper
  - Eugeniusz Wenta, polski piłkarz ręczny
- 1969:
  - Ronny Johnsen, norweski piłkarz
  - Cosmin Olăroiu, rumuński piłkarz, trener
- 1970:
  - Paweł Abratkiewicz, polski łyżwiarz szybki, trener
  - Cristian Brandi, włoski tenisista
  - Chris Coleman, walijski piłkarz, trener
  - Olga Daniłowa, rosyjska biegaczka narciarska
  - Mike Doughty, amerykański gitarzysta, piosenkarz, autor piosenek
  - Agnieszka Gorgoń-Komor, polska kardiolog, działaczka samorządowa, polityk, senator RP
  - Loredana Groza, rumuńska piosenkarka
  - Armands Krauze, łotewski agronom, działacz gospodarczy, polityk
- 1971:
  - Yanga Fernández, kanadyjsko-amerykański astronom
  - Rafał Komarewicz, polski przedsiębiorca, samorządowiec, poseł na Sejm RP
  - Bruno N’Gotty, francuski piłkarz
  - Mariusz Rawski, polski inżynier
  - Erik Rutan, amerykański muzyk, kompozytor, producent muzyczny
- 1972:
  - Steven Fischer, amerykański reżyser i producent filmowy
  - Uvis Helmanis, łotewski koszykarz, trener
  - Susanna Huovinen, fińska polityk
  - Martin Meyer, liechtensztajński polityk
  - Radmiła Szekerinska, macedońska polityk, p.o. premiera Macedonii
- 1973:
  - Faith Evans, amerykańska piosenkarka, aktorka
  - Bernal González, kostarykański szachista
  - Minna Haapkylä, fińska aktorka
  - Damian Kallabis, niemiecki lekkoatleta, długodystansowiec
  - Sebastián Ramis Torrens, hiszpański duchowny katolicki, biskup, prałat terytorialny Huamachuco
  - Pokey Reese, amerykański baseballista
  - Jonathan Vaughters, amerykański kolarz szosowy
  - Natalia Vía-Dufresne, hiszpańska żeglarka sportowa
- 1974:
  - Christophe Bassons, francuski kolarz szosowy
  - Dustin Lance Black, amerykański reżyser, scenarzysta i producent filmowy
  - Mohamed Emara, egipski piłkarz
  - David Navas, hiszpański kolarz szosowy
  - Massimiliano Palinuro, włoski duchowny katolicki, wikariusz apostolski Stambułu i administrator apostolski egzarchatu apostolskiego Stambułu
  - Neşe Şensoy Yıldız, turecka judoczka.
- 1975:
  - Risto Jussilainen, fiński skoczek narciarski
  - Maryna Łazebna, ukraińska ekonomistka, polityk
  - Pablo Meana, argentyński siatkarz
  - Henrik Pedersen, duński piłkarz
  - Olivier Porta, francuski kierowca wyścigowy
  - Fedir Szandor, ukraiński polityk, dyplomata pochodzenia węgierskiego
  - Shannon Vyff, amerykańska transhumanistka, pisarka
  - Artur Walczak, polski strongmen, zawodnik MMA (zm. 2021)
- 1976:
  - Rafał Cieszyński, polski aktor
  - Hadi Saei, irański taekwondzista
  - Mariana Seoane, meksykańska aktorka, piosenkarka, modelka
  - Andrij Szewczenko, ukraiński dziennikarz, polityk, dyplomata
  - Martin Tudor, rumuński piłkarz, bramkarz, trener (zm. 2020)
- 1977:
  - Adam Darski, polski muzyk, kompozytor, autor tekstów, wokalista, członek zespołu Behemoth
  - Wiktar Hanczarenka, białoruski piłkarz, trener
  - Lewan Kobiaszwili, gruziński piłkarz
  - Anna Skrzyńska, polska lekkoatletka, tyczkarka
  - Maciej Sznabel, polski reżyser, animator, montażysta filmowy
- 1978:
  - Rima Valentienė, litewska koszykarka, trenerka
  - Marko Paasikoski, fiński basista, członek zespołu Sonata Arctica
  - Shane West, amerykański aktor, piosenkarz, kompozytor
  - Marko Zaror, chilijski aktor, producent filmowy, kaskader, choreograf
- 1979:
  - Asi Azar, izraelski prezenter telewizyjny, scenarzysta
  - Murat Hacıoğlu, turecki piłkarz
  - Kostas Lumbutis, grecki piłkarz
  - Dionizy (Pyłypczuk), ukraiński biskup prawosławny
  - Iván Raña, hiszpański triathlonista
  - Nadia Toffa, włoska dziennikarka, prezenterka telewizyjna (zm. 2019)
  - Bernardo Vasconcelos, portugalski piłkarz
  - Swietłana Zacharowa, rosyjska tancerka baletowa
- 1980:
  - Marina Georgiewa-Nikołowa, bułgarska łyżwiarka szybka, specjalistka short tracku
  - Jovanka Houska, brytyjska szachistka pochodzenia czeskiego
  - Azizon Abdul Kadir, malezyjski piłkarz, bramkarz
  - Paweł Karbownik, polski ekonomista i urzędnik, wiceminister
  - Francelino Matuzalém, brazylijski piłkarz
  - Daisuke Nakamura, japoński zawodnik MMA
  - Nino, hiszpański piłkarz
  - Bambang Pamungkas, indonezyjski piłkarz
  - Ałeksandra Piłewa, macedońska piosenkarka
  - Abhishek Yadav, indyjski piłkarz
  - Wang Yuegu, singapurska tenisistka stołowa
- 1981:
  - Jonathan Bennett, amerykański aktor, producent filmowy i telewizyjny
  - Haszim ibn al-Husajn, książę jordański
  - Jakub Jakowicz, polski skrzypek
  - Łukasz Kowalski, polski muzyk sesyjny, kompozytor, producent muzyczny
- 1982:
  - Magdalena Bernadotte, szwedzka księżniczka
  - Karolina Glazer, polska wokalistka jazzowa, kompozytorka
  - Steve Guerdat, szwajcarski jeździec sportowy
  - Ruth Kasirye, norweska sztangistka pochodzenia ugandyjskiego
  - Laleh, szwedzka piosenkarka, autorka tekstów pochodzenia irańskiego
  - Tara Lipinski, amerykańska łyżwiarka figurowa pochodzenia polskiego
  - Lamine Traoré, burkiński piłkarz
  - Karolina Wiśniewska, polska piłkarka
- 1983:
  - Steve von Bergen, szwajcarski piłkarz
  - Michał Bryndal, polski perkusista, członek zespołu SOFA
  - Tomasz Makowiecki, polski kompozytor, autor tekstów, gitarzysta, wokalista
  - MakSim, rosyjska piosenkarka
  - Nélson Marcos, portugalski piłkarz
  - Leelee Sobieski, amerykańska aktorka pochodzenia polsko-francuskiego
- 1984:
  - Nicky Bailey, angielski piłkarz
  - Michael Guevara, peruwiański piłkarz
  - Oliver Korn, niemiecki hokeista na trawie
  - Dirk Van Tichelt, belgijski judoka
  - Ibrahima Ndione, senegalski piłkarz
- 1985:
  - Richard Chambers, brytyjski wioślarz
  - Matylda Damięcka, polska aktorka
  - Kaia Kanepi, estońska tenisistka
  - Andrew Lees, australijski aktor
  - Andy Schleck, luksemburski kolarz szosowy
  - Wasilis Torosidis, grecki piłkarz
- 1986:
  - Marco Andreolli, włoski piłkarz
  - Hajime Hosogai, japoński piłkarz
  - Siergiej Judin, rosyjski szachista
  - Mari Motohashi, japońska curlerka
  - Anja Noske, niemiecka wioślarka
  - Jewgienij Popow, rosyjski zapaśnik
  - Piotr Sobolewski, polski trener siatkarski
  - Tafese Tesfaye, etiopski piłkarz
- 1987:
  - Afszin Bijabangard, irański zapaśnik
  - Brittany Denson, amerykańska koszykarka
  - Dotter, szwedzka piosenkarka
  - Martin Harnik, austriacki piłkarz
  - He Chong, chiński skoczek do wody
  - Polina Kuzniecowa, rosyjska piłkarka ręczna
  - Anna Nordqvist, szwedzka golfistka
  - Déborah Ortschitt, francuska siatkarka
  - Fredrik Pettersson, szwedzki hokeista
  - Anton Puciła, białoruski piłkarz
- 1988:
  - Monika Lewczuk, polska piosenkarka, autorka tekstów, kompozytorka
  - Tanja Sybkowa, bułgarska siatkarka
  - Jeff Teague, amerykański koszykarz
  - Jagoš Vuković, serbski piłkarz
  - Max Wärn, fiński hokeista
- 1989:
  - Jorge Daniel Hernández, meksykański piłkarz
  - Paulina Korzeniewska, polska poetka
  - El Fardou Ben Nabouhane, tunezyjski piłkarz
  - Alexandra Stan, rumuńska piosenkarka
  - Krystal Thomas, amerykańska koszykarka
  - Irene Vecchi, włoska szablistka
- 1990:
  - Jacob Butterfield, angielski piłkarz
  - Tristin Mays, amerykańska aktorka, piosenkarka
  - Artūras Žulpa, litewski piłkarz
- 1991:
  - Angelica Armitano, włoska piłkarka
  - Diana Cruz, peruwiańska zapaśniczka
  - Antonio Delamea Mlinar, słoweński piłkarz
  - Pol Espargaró, hiszpański motocyklista wyścigowy
  - Juan Jesus, brazylijski piłkarz
  - Mehmood Khan, pakistański piłkarz
  - Alexa Knierim, amerykańska łyżwiarka figurowa
  - Wasyl Pryjma, ukraiński piłkarz
  - Krisztián Simon, węgierski piłkarz
  - Hulda Thorsteinsdóttir, islandzka lekkoatletka, tyczkarka
- 1992:
  - Keti Cacalaszwili, gruzińska szachistka
  - Rosanna Giel, kubańska siatkarka
  - Luís Martins, portugalski piłkarz
  - María Segura, hiszpańska siatkarka
  - Kate Upton, amerykańska modelka, projektantka, aktorka
  - Ryōta Yamagata, japoński lekkoatleta, sprinter
- 1993:
  - Kinga Polak, polska szachistka
  - Jonás Ramalho, hiszpański piłkarz pochodzenia angolskiego
  - Łukasz Rogulski, polski piłkarz ręczny
  - Georgi Seganow, bułgarski siatkarz
- 1994:
  - Megan Clark, amerykańska lekkoatletka, tyczkarka
  - Aleksandra Jaryszkina, rosyjska lekkoatletka, skoczkini wzwyż
  - Deonna Purrazzo, amerykańska wrestlerka pochodzenia włoskiego
  - Tyrone Wallace, amerykański koszykarz
- 1995:
  - Charlotte Bankes, brytyjsko-francuska snowboardzistka
  - Kristi Qose, albański piłkarz
- 1996:
  - Oliver Abildgaard, duński piłkarz
  - Antoine Adelisse, francuski narciarz dowolny
  - Güýçmyrat Annagulyýew, turkmeński piłkarz
  - Kristjan Ilves, estoński kombinator norweski, skoczek narciarski
  - Marcelo Zormann, brazylijski tenisista
- 1997:
  - Musa Al-Taamari, jordański piłkarz
  - Chuca, hiszpański piłkarz
  - Swiatosław Mychajluk, ukraiński koszykarz
- 1998:
  - Dennis Geiger, niemiecki piłkarz
  - Will Magnay, australijski koszykarz
  - Yelena Qladkova, azerska lekkoatletka, tyczkarka
- 1999:
  - Blanche, belgijska piosenkarka, autorka tekstów
  - Minerva Fabienne Hase, niemiecka łyżwiarka figurowa
  - Rafael Leão, portugalski piłkarz pochodzenia angolskiego
  - Ma Yexin, chińska tenisistka
  - Kianna Smith, amerykańska koszykarka
  - Katarzyna Świeżak, polska koszykarka
- 2000:
  - Connor Howe, kanadyjski łyżwiarz szybki
  - Łana Prusakowa, rosyjska narciarka dowolna
  - Deividas Sirvydis, litewski koszykarz
- 2001:
  - Diamantino Iuna Fafé, zapaśnik z Gwinei Bissau
  - Luke Thomas, angielski piłkarz
- 2002:
  - Peter Ambrose, nigeryjski piłkarz
  - Adrián Kaprálik, słowacki piłkarz
  - Muhammet Karavuş, turecki zapaśnik
  - Kostiantyn Wiwczarenko, ukraiński piłkarz
- 2003:
  - Alexia Căruțașu, rumuńska i turecka siatkarka
  - Lamonth Rochester, jamajski piłkarz
- 2004:
  - Gayle, amerykańska piosenkarka, autorka tekstów
  - J J Jun Li Bui, kanadyjski pianista pochodzenia chińsko-wietnamskiego
- 2005 – Santiago López, kanadyjski piłkarz pochodzenia meksykańskiego
- 2007 – Melani García, hiszpańska piosenkarka pochodzenia argentyńskiego
- 2008 – Sara James, polska piosenkarka, kompozytorka pochodzenia nigeryjskiego

## Zmarli
- 323 p.n.e. – Aleksander III Wielki, król Macedonii (ur. 356 p.n.e.)
- 38 – Julia Druzylla, siostra cesarza Kaliguli (ur. 16)
- 303 – Erazm z Formii, biskup, męczennik, święty katolicki i prawosławny (ur. ok. 240)
- 1075 – Ernest I Mężny, margrabia Austrii (ur. ok. 1027)
- 1155 – Sigurd II Gęba, król Norwegii (ur. 1133)
- 1190 – Fryderyk I Barbarossa, cesarz rzymsko-niemiecki (ur. ok. 1125)
- 1236 – Diana z Andalo, włoska dominikanka, błogosławiona (ur. 1201)
- 1294 – Kazimierz II, książę łęczycki (ur. 1262–65)
- 1364 – Agnieszka Habsburg, królowa węgierska (ur. 1281)
- 1403 – Konrad II, książę oleśnicki (ur. 1338–1340)
- 1419 – Jan Dominici, włoski dominikanin, kardynał, błogosławiony (ur. 1355)
- 1424 – Ernest Żelazny, arcyksiążę Styrii, Karyntii i Krainy (ur. 1377)
- 1439 – Józef II, ekumeniczny patriarcha Konstantynopola (ur. ok. 1360)
- 1457 – Franz Kuhschmalz, niemiecki duchowny katolicki, biskup warmiński, biskup pomocniczy wrocławski (ur. ?)
- 1498 – Andrzej z Łabiszyna, polski uczony, polityk, rektor Akademii Krakowskiej (ur. ?)
- 1531 – Przecław Lanckoroński, polski szlachcic, rzekomy hetman Kozaków, starosta niegrodowy chmielnicki, rycerz kresowy, kawaler maltański (ur. ?)
- 1552 – Alexander Barclay, angielski poeta (ur. ok. 1476)
- 1556 – Martin Agricola, niemiecki kompozytor, teoretyk muzyki (ur. 1486)
- 1580 – Luís de Camões, portugalski poeta (ur. ok. 1524)
- 1584 – Franciszek Herkules Walezjusz, książę Andegawenii (ur. 1555)
- 1588 – Valentin Weigel, niemiecki filozof, teolog, pisarz (ur. 1533)
- 1604 – Isabella Andreini, włoska poetka (ur. 1562)
- 1649 – Giulio Aleni, włoski jezuita, misjonarz, uczony (ur. 1582)
- 1653 – Szymon Okolski, polski dominikanin, teolog, historyk, heraldyk (ur. 1580)
- 1654 – Alessandro Algardi, włoski rzeźbiarz, architekt (ur. 1598)
- 1680 – Johan Göransson Gyllenstierna, szwedzki polityk (ur. 1635)
- 1704 – Andrzej Szołdrski, polski szlachcic, polityk (ur. 1645)
- 1707 – Jan Ernest III, książę Saksonii-Weimar (ur. 1664)
- 1714 – Charles Hedges, brytyjski prawnik, polityk (ur. 1649/50)
- 1722 – Francesco Antonio Coratoli, włoski malarz (ur. 1671)
- 1765 – Łukasz Orłowski, polski malarz (ur. 1715)
- 1770 – George Cholmondeley, brytyjski arystokrata, polityk (ur. 1703)
- 1793 – Louis Auguste d’Affry, francuski arystokrata, wojskowy, dyplomata pochodzenia szwajcarskiego (ur. 1713)
- 1799 – Joseph Bologne, Chevalier de Saint-Georges, francuski skrzypek, kompozytor (ur. 1745)
- 1800 – Johann Abraham Peter Schulz, niemiecki muzyk, kompozytor (ur. 1747)
- 1808 – Jean-Baptiste de Belloy, francuski duchowny katolicki, arcybiskup Paryża, kardynał (ur. 1709)
- 1811 – Karol Fryderyk, wielki książę Badenii (ur. 1728)
- 1827 – Wawrzyniec Surowiecki, polski ekonomista, publicysta, pedagog, działacz oświatowy, historyk, slawista, geograf, antropolog (ur. 1769)
- 1831 – Iwan Dybicz Zabałkański, rosyjski feldmarszałek pochodzenia niemieckiego (ur. 1785)
- 1836 – André Ampère, francuski matematyk, fizyk (ur. 1775)
- 1842 – Alojzy Osiński, polski pijar, filolog, słownikarz (ur. 1770)
- 1849:
  - Thomas Robert Bugeaud, francuski generał, marszałek Francji (ur. 1784)
  - Friedrich Kalkbrenner, niemiecki pianista, kompozytor, pedagog (ur. 1785)
  - Alois von Widmanstätten, austriacki drukarz, naukowiec (ur. 1753)
- 1851 – Robert Dundas, brytyjski arystokrata, polityk (ur. 1771)
- 1858 – Robert Brown, szkocki botanik, wykładowca akademicki (ur. 1773)
- 1859 – Ernst Theodor Gaupp, niemiecki prawnik, wykładowca akademicki (ur. 1796)
- 1863 – Kalikst Ujejski, polski wojskowy, uczestnik powstania styczniowego (ur. 1838)
- 1868 – Michał Obrenowić, książę Serbii (ur. 1823)
- 1869:
  - Heinrich Bürkel, niemiecki malarz (ur. 1802)
  - Frederick Seymour, brytyjski administrator kolonialny (ur. 1820)
- 1870:
  - Stanisław Bogusławski, polski dziennikarz, aktor, komediopisarz (ur. 1804)
  - Antoni Sławikowski, polski okulista (ur. 1796)
- 1875 – Marian Hutten-Czapski, polski hrabia, prawnik, pszczelarz, hipolog, uczestnik powstania styczniowego (ur. 1816)
- 1877 – August Tholuck, niemiecki teolog protestancki (ur. 1799)
- 1886 – Anna Libera, polska poetka, działaczka oświatowa (ur. 1805)
- 1888 – Władysław Badeni, polski hrabia, polityk (ur. 1819)
- 1895 – Antoni Franciszek Audziewicz, polski duchowny katolicki, biskup wileński (ur. 1834)
- 1898 – Tuone Udaina, ostatni znany użytkownik języka dalmatyńskiego (ur. 1840?)
- 1899 – Ernest Chausson, francuski kompozytor (ur. 1855)
- 1900:
  - Wilhelm Kühne, niemiecki fizjolog, wykładowca akademicki (ur. 1837)
  - John Charles Ryle, brytyjski duchowny anglikański, biskup Liverpoolu (ur. 1816)
- 1902:
  - Hirsz Lekkert, żydowski działacz robotniczy, członek Bundu (ur. 1880)
  - Jacint Verdaguer i Santaló, hiszpański poeta (ur. 1845)
- 1903 – Luigi Cremona, włoski matematyk, nauczyciel, polityk (ur. 1830)
- 1904 – Arnold Stiller, polski przedsiębiorca pochodzenia żydowskiego (ur. 1845)
- 1906:
  - Mary Putnam Jacobi, amerykańska lekarka, pisarka, sufrażystka (ur. 1842)
  - Richard Seddon, nowozelandzki polityk, premier Nowej Zelandii (ur. 1845)
- 1909 – Józef Gollenhofer, polski historyk (ur. 1886)
- 1912 – Penczo Sławejkow, bułgarski poeta (ur. 1866)
- 1918 – Arrigo Boito, włoski poeta, librecista, kompozytor (ur. 1842)
- 1919 – Adolf Zeligson, polski architekt pochodzenia żydowskiego (ur. 1867)
- 1923:
  - Michał Federowski, polski etnograf i folklorysta amator (ur. 1853)
  - Pierre Loti, francuski pisarz (ur. 1850)
- 1924:
  - William Maddison, brytyjski żeglarz sportowy (ur. 1882)
  - Giacomo Matteotti, włoski polityk socjalistyczny (ur. 1885)
  - Jakow Ofrosimow, rosyjski generał, emigrant (ur. 1866)
  - Edward Maria Jan Poppe, belgijski duchowny katolicki, błogosławiony (ur. 1890)
- 1926:
  - Irena Bohuss-Hellerowa, polska śpiewaczka operowa, aktorka (ur. 1878)
  - Antoni Gaudí, kataloński architekt, inżynier (ur. 1852)
- 1927 – Andriej Iwanow, radziecki polityk (ur. 1888)
- 1928 – Feliks Sumarokow-Elston, rosyjski arystokrata, generał, emigrant (ur. 1856)
- 1929 – Kazimierz Stabrowski, polski malarz, pedagog (ur. 1869)
- 1930:
  - Adolf Harnack, niemiecki teolog luterański (ur. 1851)
  - Aleksandr Warniek, rosyjski generał porucznik admiralicji, kapitan polarny, hydrograf, badacz Arktyki (ur. 1858)
- 1933 – Siergiej Gusiew, radziecki polityk (ur. 1874)
- 1934:
  - Frederick Delius, brytyjski kompozytor pochodzenia niemieckiego (ur. 1862)
  - Stefan Kopciński, polski neurolog, psychiatra, działacz społeczny, polityk (ur. 1878)
- 1935 – Kazimierz Natanson, polski prawnik, bankier, działacz społeczny pochodzenia żydowskiego (ur. 1853)
- 1936:
  - Bolesław Kon, polski pianista pochodzenia żydowskiego (ur. 1906)
  - Karl Seidl, austriacki architekt (ur. 1858)
  - Bakusen Tsuchida, japoński malarz (ur. 1887)
- 1937:
  - Robert Borden, kanadyjski polityk, premier Kanady (ur. 1854)
  - Woldemar Lippert, niemiecki archiwista, historyk (ur. 1861)
- 1938 – Henryk Stifelman, polski architekt, budowniczy pochodzenia żydowskiego (ur. 1870)
- 1939 – Wilhelm Sroka, polski architekt, budowniczy (ur. 1866)
- 1940 – Marcus Garvey, jamajski dziennikarz, przedsiębiorca, działacz Ruchu Rastafari (ur. 1887)
- 1941:
  - Wilhelm Friedberg, polski geolog, paleontolog (ur. 1873)
  - Ludwik Krzywicki, polski myśliciel marksistowski, socjolog, ekonomista, działacz społeczno-polityczny (ur. 1859)
- 1942:
  - Hermogena (Kadomcewa), rosyjska mniszka prawosławna, święta nowomęczennica (ur. 1870)
  - Joanna Nieniewska, polska działaczka oświatowa (ur. 1865)
  - Wojciech Sosiński, polski działacz oświatowy, instruktor rolny, polityk, poseł na Sejm RP (ur. 1893)
- 1943 – Abd al-Aziz IV, sułtan Maroka (ur. 1880)
- 1944:
  - Hubert Amyot d’Inville, francuski komandor porucznik (ur. 1909)
  - Zygmunt Bartkiewicz, polski pisarz (ur. 1867)
  - Christa Winsloe, niemiecka pisarka (ur. 1888)
- 1946:
  - Feliks Iwański, polski bokser (ur. 1905)
  - Jack Johnson, amerykański bokser (ur. 1878)
  - Eustachy Kugler, niemiecki bonifrater, błogosławiony (ur. 1867)
  - Tadeusz Rżysko, polski działacz komunistyczny, funkcjonariusz MO (ur. 1918)
- 1948:
  - Gustav Giemsa, niemiecki chemik, bakteriolog (ur. 1867)
  - Karl Hildemann, niemiecki funkcjonariusz i zbrodniarz nazistowski (ur. 1901)
  - Awraham Schwarzstein, izraelski dowódca wojskowy (ur. 1926)
  - Lewis B. Schwellenbach, amerykański polityk, sekretarz pracy (ur. 1894)
- 1949:
  - Emily Overend Lorimer, brytyjska germanistka, tłumaczka, dziennikarka pochodzenia irlandzkiego (ur. 1881)
  - Sigrid Undset, norweska pisarka, laureatka Nagrody Nobla (ur. 1882)
  - Carl Vaugoin, austriacki polityk, kanclerz Austrii (ur. 1873)
- 1950:
  - Rudolf Finkelnburg, niemiecki neurolog, wykładowca akademicki (ur. 1870)
  - Jerzy Mieczysław Rupniewski, polski malarz (ur. 1888)
  - Theodor Weissenberger, niemiecki pilot wojskowy, as myśliwski (ur. 1914)
- 1951 – Jean-Jacques Waltz, francuski rysownik, pisarz (ur. 1873)
- 1953:
  - Grzegorz Fitelberg, polski dyrygent, kompozytor, skrzypek (ur. 1879)
  - Franciszek Januszewski, polski wydawca, działacz społeczny i polonijny (ur. 1886)
- 1954:
  - Gustaf Edgren, szwedzki reżyser filmowy (ur. 1895)
  - Maria, księżniczka bawarska, księżna Kalabrii (ur. 1872)
- 1955 – Margaret Abbott, amerykańska golfistka (ur. 1878)
- 1956:
  - Fletcher Pratt, amerykański historyk, pisarz science fiction i fantasy (ur. 1897)
  - Jakub Szacki, polski historyk pochodzenia żydowskiego (ur. 1893/94)
- 1957 – Walter Jakobsson, fiński łyżwiarz figurowy (ur. 1882)
- 1959:
  - Witalij Bianki, rosyjski autor literatury dziecięcej i młodzieżowej (ur. 1894)
  - Zoltán Meskó, węgierski polityk faszystowski pochodzenia słowackiego (ur. 1883)
- 1960:
  - Christian Christensen, duński pisarz, syndykalista rewolucyjny (ur. 1882)
  - Władysław Gurbiel, polski major kawalerii (ur. 1888)
  - Wincenty Inglot, polski przedsiębiorca, działacz społeczny, samorządowiec, polityk, poseł na Sejm RP (ur. 1889)
- 1961:
  - Michael Buchberger, niemiecki duchowny katolicki, biskup Ratyzbony (ur. 1874)
  - Vivienne Osborne, amerykańska aktorka (ur. 1896)
  - Henry Royds Pownall, brytyjski generał porucznik (ur. 1887)
- 1962:
  - Francisco Bru, hiszpański piłkarz, trener (ur. 1885)
  - Kazimierz Skarżyński, polski działacz społeczny, sekretarz generalny PCK (ur. 1887)
- 1963 – Jack Root, amerykański bokser pochodzenia austriackiego (ur. 1876)
- 1964 – Nelly de Rooij, holenderska zoolog (ur. 1883)
- 1966 – Stanisław Wężyk, polski duchowny katolicki, tajny szambelan papieski (ur. 1888)
- 1967:
  - Joseph Ritter, amerykański duchowny katolicki, arcybiskup Indianapolis i Saint Louis, kardynał (ur. 1892)
  - Spencer Tracy, amerykański aktor (ur. 1900)
- 1968:
  - Władysław Cyganiewicz, polski zapaśnik, strongman (ur. 1891)
  - Antonio Pesenti, włoski kolarz szosowy (ur. 1908)
- 1969 – Henryk Borucki, polski generał Polskiej Armii Ludowej (ur. 1913)
- 1970 – Anton Johannes Waldeyer, niemiecki anatom (ur. 1901)
- 1971 – Klemens Remer, polski kapitan rezerwy żandarmerii, prawnik, działacz narodowy (ur. 1895)
- 1972 – Joseph Hlouch, czeski duchowny katolicki, biskup czeskobudziejowicki (ur. 1902)
- 1973:
  - Francesco Chiesa, szwajcarski pisarz pochodzenia włoskiego (ur. 1871)
  - William Inge, amerykański dramaturg, prozaik, scenarzysta filmowy (ur. 1913)
  - Erich von Manstein, niemiecki feldmarszałek (ur. 1887)
  - Aleksandr Szarow, rosyjski paleontolog (ur. 1922)
- 1974 – Henryk Windsor, książę Gloucester, gubernator generalny Australii (ur. 1900)
- 1976:
  - Margueritte Laugier, francuska astronom (ur. 1896)
  - Adolph Zukor, amerykański producent filmowy pochodzenia węgiersko-żydowskiego (ur. 1873)
- 1978 – Väinö Muinonen, fiński lekkoatleta, długodystansowiec (ur. 1898)
- 1980:
  - Halina Borowikowa, polska pisarka, tłumaczka (ur. 1898)
  - Władysław Szeptycki, polski śpiewak operowy i operetkowy (tenor) (ur. 1915)
- 1981 – Stanisław Bąk, polski językoznawca, wykładowca akademicki (ur. 1910)
- 1982:
  - Gheorghe Cozorici, rumuński aktor (ur. 1933)
  - Gala Dalí, Rosjanka, żona i muza Salvadora Dalí (ur. 1894)
  - Rainer Werner Fassbinder, niemiecki aktor, reżyser, scenarzysta i producent filmowy (ur. 1945)
- 1986 – Samuel Zauber, rumuński piłkarz, bramkarz (ur. 1901)
- 1987:
  - August Eskelinen, fiński biathlonista (ur. 1898)
  - Anna Margolis, polska lekarka fizjopediatra, pedagog pochodzenia żydowskiego (ur. 1892)
- 1988:
  - Arthur Gary Bishop, amerykański pedofil, seryjny morderca (ur. 1952)
  - William Ross, brytyjski polityk (ur. 1911)
  - Henryk Stażewski, polski malarz (ur. 1894)
- 1989 – Richard Quine, amerykański aktor, reżyser, scenarzysta i producent filmowy (ur. 1920)
- 1991:
  - Silvan Tomkins, amerykański psycholog pochodzenia żydowskiego (ur. 1911)
  - Vercors, francuski pisarz, ilustrator (ur. 1902)
- 1992 – William S. Mailliard, amerykański polityk (ur. 1917)
- 1993 – Francis Ebejer, maltański prozaik, dramaturg (ur. 1925)
- 1995 – Sawwa Dudel, rosyjski filozof, wykładowca akademicki (ur. 1910)
- 1996 – Jo Van Fleet, amerykańska aktorka (ur. 1914)
- 1997:
  - Celina Bobińska, polska historyk, działaczka komunistyczna (ur. 1913)
  - Kim Ki-soo, południowokoreański bokser (ur. 1939)
- 1998:
  - Hammond Innes, brytyjski pisarz (ur. 1913)
  - Raul Klein, brazylijski piłkarz (ur. 1932)
- 1999:
  - Grete Natzler, austriacka aktorka, śpiewaczka operowa (sopran) (ur. 1906)
  - Jiří Vršťala, czeski aktor (ur. 1920)
- 2000:
  - Hafiz al-Asad, syryjski wojskowy, polityk, premier i prezydent Syrii (ur. 1930)
  - Jack Hoobin, australijski kolarz szosowy i torowy pochodzenia brytyjskiego (ur. 1927)
  - Chajjim Kohen-Meguri, izraelski polityk (ur. 1913)
- 2001:
  - Joyce King, australijska lekkoatletka, sprinterka (ur. 1920)
  - Mike Mentzer, amerykański kulturysta (ur. 1951)
  - Lejla Pahlawi, irańska księżniczka (ur. 1970)
- 2002:
  - Louis Carré, belgijski piłkarz (ur. 1925)
  - John Gotti, amerykański boss mafijny pochodzenia włoskiego (ur. 1940)
  - Maury Travis, amerykański seryjny morderca (ur. 1965)
- 2003 – Lopon Tseczu Rinpocze, tybetański mnich buddyjski (ur. 1918)
- 2004:
  - Ray Charles, amerykański wokalista jazzowy (ur. 1930)
  - Odette Laure, francuska aktorka (ur. 1917)
  - Fortunata Obrąpalska, polska fotografka (ur. 1909)
- 2005:
  - Tadeusz Bolduan, polski dziennikarz, publicysta, działacz kaszubski (ur. 1930)
  - James Exon, amerykański polityk (ur. 1921)
  - Czesław Piotrowski, polski generał dywizji, polityk, minister górnictwa i energetyki, dyplomata (ur. 1926)
- 2006 – Bogdan Żochowski, polski grafik (ur. 1936)
- 2007 – Rolf Caroli, niemiecki bokser (ur. 1933)
- 2008:
  - Czingiz Ajtmatow, kirgiski i rosyjski prozaik, dramaturg, scenarzysta filmowy (ur. 1928)
  - Ljuben Diłow, bułgarski pisarz science fiction (ur. 1927)
- 2009:
  - Michał Hilchen, polski księgoznawca, bibliofil, antykwariusz, edytor, historyk literatury i kultury (ur. 1945)
  - Michel Nguyễn Khắc Ngữ, wietnamski duchowny katolicki, biskup (ur. 1909)
- 2010 – Basil Myron Schott, amerykański duchowny katolicki, arcybiskup metropolita Pittsburgha (ur. 1939)
- 2011:
  - Jurij Budanow, rosyjski oficer, zbrodniarz wojenny (ur. 1963)
  - Cosimo Caliandro, włoski lekkoatleta, długodystansowiec (ur. 1982)
  - Brian Lenihan młodszy, irlandzki polityk, minister finansów (ur. 1959)
  - Kurt Nielsen, duński tenisista (ur. 1930)
- 2012:
  - Georges Mathieu, francuski malarz, teoretyk sztuki (ur. 1921)
  - George Saitoti, kenijski polityk, wiceprezydent (ur. 1945)
  - Gordon West, angielski piłkarz, bramkarz (ur. 1943)
- 2013:
  - Petrus Kastenman, szwedzki jeździec sportowy (ur. 1924)
  - Louis M’Fedé, kameruński piłkarz (ur. 1961)
  - Enrique Orizaola, hiszpański trener piłkarski (ur. 1922)
- 2014:
  - Ritva Laurila, fińska dziennikarka, polityk (ur. 1932)
  - Henryk Strzelecki, polski działacz spółdzielczy i kombatancki, polityk, poseł na Sejm RP (ur. 1921)
- 2015:
  - Wołodymyr Bojko, ukraiński inżynier ekonomista, przedsiębiorca, polityk, działacz piłkarski (ur. 1938)
  - Jerzy Pawlak, polski pilot samolotowy i szybowcowy (ur. 1920)
  - Michał Rożek, polski historyk sztuki, wykładowca akademicki (ur. 1946)
- 2016:
  - Shaibu Amodu, nigeryjski piłkarz, trener (ur. 1958)
  - Marek Chimiak, polski przedsiębiorca, działacz opozycji antykomunistycznej (ur. 1956)
  - Christina Grimmie, amerykańska piosenkarka, pianistka (ur. 1994)
  - Gordie Howe, kanadyjski hokeista (ur. 1928)
- 2017:
  - Jerzy Bętkowski, polski koszykarz, trener (ur. 1929)
  - Andrzej Jesień, polski lekkoatleta, sprinter i płotkarz (ur. 1939)
  - Stanisław Pasiciel, polski muzealnik (ur. 1941)
- 2018 – Stan Anderson, angielski piłkarz (ur. 1933)
- 2019:
  - José Aurelio Rozo Gutiérrez, kolumbijski duchowny katolicki, prałat apostolski Vichada (ur. 1933)
  - Andrzej Ryński, polski prawnik, sędzia Sądu Najwyższego (ur. 1958)
- 2020:
  - Hans Cieslarczyk, niemiecki piłkarz, trener (ur. 1937)
  - Elżbieta de Massy, monakijska arystokratka (ur. 1947)
- 2021:
  - Aleksander (Iszczein), rosyjski duchowny prawosławny, biskup bakijski i nadkaspijski (ur. 1952)
  - Neno, portugalski piłkarz (ur. 1962)
- 2022:
  - Billy Bingham, północnoirlandzki piłkarz, trener (ur. 1931)
  - Antonio La Forgia, włoski polityk, samorządowiec, prezydent Emilii-Romanii (ur. 1944)
  - Kazimierz Rynkowski, polski prawnik, działacz partyjny i państwowy, wiceprezydent i prezydent Gdańska (ur. 1933)
  - Dariusz Skowroński, polski menedżer, urzędnik państwowy, wiceminister infrastruktury (ur. 1955)
- 2023:
  - Clive Barker, południowoafrykański piłkarz, trener (ur. 1944)
  - Ted Kaczynski, amerykański matematyk, anarchista, terrorysta (ur. 1942)
  - Berdybek Saparbajew, kazachski polityk, minister pracy i opieki społecznej, wicepremier (ur. 1953)
- 2024:
  - Arnold Mindell, amerykański psycholog, psychoterapeuta (ur. 1940)
  - Arkadiusz Tomiak, polski operator filmowy (ur. 1969)
- 2025:
  - Bujar Bukoshi, kosowski urolog, chirurg, polityk, minister spraw zagranicznych, premier Kosowa (ur. 1947)
  - Czesław Korzeń, polski zapaśnik, trener, samorządowiec (ur. 1938)
  - Maria Materska, polska psycholog, nauczycielka akademicka (ur. 1942)
  - Paul Thomas, amerykański aktor i reżyser filmów pornograficznych (ur. 1947)
  - Marek Trojanowicz, polski chemik, profesor nauk chemicznych, nauczyciel akademicki (ur. 1944)
  - Harris Yulin, amerykański aktor (ur. 1937)